# Olympische Sommerspiele 2012/Teilnehmer (Nicaragua)
| Gelbes Symbol für Goldmedaillen mit stilisierten Olympischen Ringen | Graues Symbol für Silbermedaillen mit stilisierten Olympischen Ringen | Braundes Symbol für Bronzemedaillen mit stilisierten Olympischen Ringen |
| ------------------------------------------------------------------- | --------------------------------------------------------------------- | ----------------------------------------------------------------------- |
| —                                                                   | —                                                                     | —                                                                       |

Nicaragua nahm in London an den Olympischen Spielen 2012 teil. Es war die insgesamt elfte Teilnahme an Olympischen Sommerspielen. Das Comité Olímpico Nicaragüense nominierte sechs Athleten in vier Sportarten.

## Flaggenträger
Der Boxer Osmar Bravo trug die Flagge Nicaraguas während der Eröffnungsfeier im Olympiastadion.

## Teilnehmer nach Sportarten

### Boxen
| Athleten    | Wettbewerb                  | 1. Runde        | 1. Runde | Achtelfinale      | Achtelfinale | Viertelfinale | Viertelfinale | Halbfinale    | Halbfinale    | Finale        | Finale        | Rang |
| Athleten    | Wettbewerb                  | Gegner          | Ergebnis | Gegner            | Ergebnis     | Gegner        | Ergebnis      | Gegner        | Ergebnis      | Gegner        | Ergebnis      | Rang |
| ----------- | --------------------------- | --------------- | -------- | ----------------- | ------------ | ------------- | ------------- | ------------- | ------------- | ------------- | ------------- | ---- |
| Männer      |                             |                 |          |                   |              |               |               |               |               |               |               |      |
| Osmar Bravo | Halbschwergewicht bis 81 kg | Boško Drašković | 16:11    | Oleksandr Hwosdyk | 6:18         | ausgeschieden | ausgeschieden | ausgeschieden | ausgeschieden | ausgeschieden | ausgeschieden | 9    |

### Gewichtheben
| Athleten        | Wettbewerb       | Reißen  | Reißen | Stoßen  | Stoßen | Zweikampf | Zweikampf | Rang |
| Athleten        | Wettbewerb       | Gewicht | Rang   | Gewicht | Rang   | Gewicht   | Rang      | Rang |
| --------------- | ---------------- | ------- | ------ | ------- | ------ | --------- | --------- | ---- |
| Frauen          |                  |         |        |         |        |           |           |      |
| Lucía Castañeda | Klasse bis 63 kg | 79 kg   | 9      | 97 kg   | 9      | 176 kg    | 9         | 9    |

### Leichtathletik
Laufen und Gehen
| Athleten                     | Wettbewerb | Vorlauf     | Vorlauf | Halbfinale    | Halbfinale    | Finale        | Finale        | Rang |
| Athleten                     | Wettbewerb | Zeit        | Rang    | Zeit          | Rang          | Zeit          | Rang          | Rang |
| ---------------------------- | ---------- | ----------- | ------- | ------------- | ------------- | ------------- | ------------- | ---- |
| Frauen                       |            |             |         |               |               |               |               |      |
| Ingrid Yahocza Narváez Solis | 400 m      | 59,55 s     | 6       | ausgeschieden | ausgeschieden | ausgeschieden | ausgeschieden | 42   |
| Männer                       |            |             |         |               |               |               |               |      |
| Edgar Cortés                 | 800 m      | 1:58,99 min | 7       | ausgeschieden | ausgeschieden | ausgeschieden | ausgeschieden | 51   |

### Schwimmen
| Athleten            | Wettbewerb          | Vorlauf     | Vorlauf | Halbfinale    | Halbfinale    | Finale        | Finale        | Rang |
| Athleten            | Wettbewerb          | Zeit        | Rang    | Zeit          | Rang          | Zeit          | Rang          | Rang |
| ------------------- | ------------------- | ----------- | ------- | ------------- | ------------- | ------------- | ------------- | ---- |
| Frauen              |                     |             |         |               |               |               |               |      |
| Dalia Tórrez Zamora | 100 m Schmetterling | 1:05,42 min | 7       | ausgeschieden | ausgeschieden | ausgeschieden | ausgeschieden | 39   |
| Männer              |                     |             |         |               |               |               |               |      |
| Yasser Núñez        | 100 m Freistil      | 57,11 s     | 7       | ausgeschieden | ausgeschieden | ausgeschieden | ausgeschieden | 51   |